# Hamadã
Hamadã ou Hamadan (em persa: همدان), conhecida como Ecbátana na Antiguidade, é a capital da província homônima, no Irã. Em 2005 a população da cidade era estimada em 550 284 habitantes. È considerada a mais antiga cidade persa e uma das mais antigas do mundo.
A cidade localiza-se numa área montanhosa coberta por vegetação, no sopé do monte Alvand (3 574 m), no centro-oeste do Irã, aproximadamente 400 km a sudoeste de Teerã. Hamadã encontra-se 1 850 m acima do nível do mar, nas coordenadas 34°51′N 48°31′E.
A natureza especial desta antiga cidade e seus sítios históricos atraem vários turistas durante o verão.
A forma em português Hamadã é encontrada em Machado, José Pedro, in Dicionário Onomástico Etimológico da Língua Portuguesa, Livros Horizonte, 3ª edição, 2003.

## História
Alguns historiadores creem que Hamadã foi erguida em torno de 3 000 a.C.; uma inscrição do primeiro rei assírio faz com que alguns apontem o ano de 1 100 a.C. como a data da fundação. A cidade sempre esteve no centro da história da Pérsia, em quase todas as suas fases históricas.
Hamadã foi uma das múltiplas cidades capitais da dinastia aquemênida e teve diversas designações ao longo da história: Hagmatana (em persa antigo), Ecbátana (versão portuguesa da forma grega, esta derivada do persa antigo) e muitas outras variações devidas a corruptelas e erros de pronúncia. Estima-se que Hagmatana tenha sido a capital da Média. 
Durante o período parto, a capital do império foi fixada em Ctesifonte, permanecendo Hamadã a capital de veraneio dos governantes partos. Os sassânidas também construíram palácios de verão na cidade. Os seljúcidas seguiram o exemplo e transferiram de Bagdá para Hamadã a sua capital. A invasão da Pérsia por Tamerlão causou a completa destruição da cidade, mas esta voltou a florescer no período safávida. No século XVIII, Hamadã foi entregue ao Império Otomano, mas reintegrou-se ao Império Afexárida posteriormente. Hamadã fazia parte da Rota da Seda.

## Clima
A província de Hamadã encontra-se numa região montanhosa de clima temperado, a leste da cordilheira de Zagros. A cidade é uma das mais frias do Irã, com temperaturas de inverno abaixo de -30°C e neve. Os verões são curtos, com temperatura amena e dias ensolarados.

## Cultura
Uma das cidades continuamente habitadas mais antigas do mundo, Hamadã abrigou diversos expoentes culturais ao longo da história. 
Encontra-se na cidade o túmulo de Avicena.
Shirin Ebadi, ganhadora do Prêmio Nobel da Paz de 2003, nasceu em Hamadã.